# Parafia Matki Bożej Bolesnej w Łysinach
Parafia Matki Bożej Bolesnej w Łysinach – parafia rzymskokatolicka, terytorialnie i administracyjnie należąca do diecezji zielonogórsko-gorzowskiej, do dekanatu Wschowa, erygowana w XVI wieku. W parafii posługują księża diecezjalni. 